# Antonio Tonduti de l'Escarène
Antonio Maria Francesco di Paola Bartolomeo Tonduti conte de l'Escaréne (Nizza, 14 ottobre 1771 – Grasse, 5 aprile 1856) è stato un militare e politico italiano, suddito sabaudo.
Generale di idee lealiste e reazionarie, fu ministro dell'interno del Regno di Sardegna dal 23 luglio 1831 al 5 aprile 1835.

## Biografia
Nacque a Nizza il 14 ottobre 1771 figlio di seconde nozze del conte Nicola Giuseppe Andrea e di Maria Teresa Caissotti di Robione. Il 4 ottobre 1778 iniziò a frequentare il collegio e scuola militare di Tournon diretto dai padri dell'Oratorio, dove rimase fino al maggio del 1788, dedicandosi allo studio delle lettere, filosofia, matematica e paleografia. Iniziata la carriera militare nell'esercito del Regno di Sardegna, venne nominato sottoluogotenente nella legione degli accampamenti il 29 agosto 1786, e poi luogotenente il 1º dicembre 1791. Trasferito, con lo stesso grado, in forza al corpo dei pionieri il 9 febbraio 1793, prese parte alle campagne contro le truppe rivoluzionarie francesi; nel corso della battaglia del Colle di Tenda, contro la divisione Massena (aprile 1794), venne fatto prigioniero, portato dapprima a Sospello, poi a Nizza, e infine internato a Clermont Ferrand. Posto in libertà tornò a Torino, dove re Vittorio Amedeo III di Savoia il 21 giugno 1794 lo promosse capitano.
Tornò a prendere parte alle operazioni belliche combattendo al Sabbione, a Pereguzza e nelle valli di Saluzzo come aiutante di campo del marchese Giovanni Provera. Lungo la linea di operazioni di Ceva contrasse il tifo castrense (1796). Rimessosi in salute, riprese servizio attivo nel 1798 e l'anno dopo, aggregato all'armata austro-russa, ricevette il comando di quindici Compagnia (unità militare)compagnie piemontesi e di un reggimento cosacco operanti nelle val di Susa; rimasto seriamente ferito il 28 agosto 1799, guarì rapidamente, prendendo parte successivamente ai combattimenti di Pinerolo, Perosa, Fenestrelle e infine di Alessandria.
Nel 1800, dopo la definitiva vittoria delle armate di Napoleone Bonaparte, tornò a Nizza, dove si stabilì dedicandosi al rientro in possesso dei beni che gli erano stati espropriati in epoca rivoluzionaria e al riordino dell'archivio di famiglia. Il 5 maggio 1808 sposò la signorina Flora, figlia unica del conte provenzale François de Théas de Thorens, dalla quale non ebbe figli.
Aveva già iniziato a collaborare con il regime napoleonico, ricoprendo alcune cariche amministrative nella sua città. Il 25 aprile 1808 fu nominato per decreto imperiale segretario generale del dipartimento del Mediterraneo, con capoluogo a Livorno, svolgendo tale incarico fino al 1814 quando fu assegnato alla segreteria generale del ministero dell'Interno a Parigi. Giunto nella Capitale in marzo, dopo la caduta di Napoleone I, rimase alle dipendenze del nuovo ministro di Luigi XVIII di Francia, l'abate François-Xavier-Marc-Antoine de Montesquiou-Fézensac. Il 5 agosto 1814 fu insignito della Croce di Cavaliere della Legion d'onore, ricoprendo in particolare l'incarico di direttore della corrispondenza, con lo stipendio annuo di 18.000 franchi, occupandosi anche del riordino delle milizie civiche, dei Comuni e degli ospedali.
Nel 1815, dopo la definitiva restaurazione borbonica rimase all'interno dell'amministrazione ricevendo l'incarico di prefetto delle scienze, arti ed istruzione e più tardi dei Lavori pubblici. Mantenne tale incarichi per due anni, fino all'avvento nel governo di elementi liberali con Élie Decazes. Dimessosi e ritiratosi a vita privata a Nizza, lavorò per molti anni all'amministrazione del patrimonio di famiglia dedicandosi anche agli studi.
Nel 1831, con l'avvento sul trono del Regno di Sardegna di Carlo Alberto, fu chiamato al servizio del governo piemontese e, il 21 luglio 1831, fu promosso maggiore generale dell'Armata sarda. Il 23 luglio 1831 sostituì Bernardo Falquet come primo segretario di Stato per gli Affari interni. In questo incarico collaborò alla creazione del Consiglio di Stato (editto del 18 agosto 1831) ed alla compilazione del nuovo codice albertino. Fervente cattolico, convinto che la religione dovesse essere il puntello della monarchia, introdusse di sua iniziativa a Torino i fratelli della Dottrina cristiana e le suore di carità di San Vincenzo de' Paoli, assegnandoli alla direzione degli ospedali. Seguì da vicino e diede l'autorizzazione ufficiale del suo ministero alle 45 opere di beneficenza portate a termine tra il 1831 e il 1833 in Piemonte.
Nel 1833 redasse una circolare sul modo di provvedere al sollievo e all'assistenza dei poveri, nella quale, oltre ad incentivare le iniziative benefiche pubbliche e private, auspicava di affidare prioritariamente tali settori dell'organizzazione sociale a congregazioni religiose. Contribuì alla stesura del decreto reale del 27 agosto 1833 che approvava legalmente la costituzione della Piccola casa della Divina Provvidenza del presbitero Giuseppe Benedetto Cottolengo.
Come ministro dell'Interno gli venne assegnato l'incarico di scrivere gli statuti per l'Ordine al merito civile di Savoia, onorificenza da conferire per le loro opere a scienziati, a letterati ed a persone illustri. Il 29 ottobre 1831 l'Ordine fu istituito ed egli ne fu nominato primo consigliere il 30 novembre 1831; per tale incarico re Carlo Alberto gli concesse, il 14 aprile 1832, una pensione di 1.000 franchi. Il 13 dicembre 1831 il sovrano, sulla base di studi da lui elaborati sui regolamenti sanitari, promulgò l'editto penale sanitario. Seguendo l'esempio già sperimentato in Toscana, propose anche l'abolizione dei dazi sui generi alimentari, che fu sperimentata inizialmente nella provincia di Alba, poi ad Ivrea e infine estesa a tutto il territorio del Regno.
Per quanto riguarda l'ordine pubblico seguì attentamente la diffusione delle associazioni cospirative eseguendo una dura azione di repressione contro le società segrete mazziniane. Mandò alle autorità periferiche un grande numero di circolari contenenti precise disposizioni sulla sorveglianza da esercitarsi nei confronti dei numerosi "sospetti", e sui provvedimenti da adottare nel caso di tentativi di insurrezione. La fitta rete di controllo da lui istituita portò alla scoperta del grande piano insurrezionale che, secondo le idee di Giuseppe Mazzini e della Giovine Italia, avrebbe portato a colpire i punti nevralgici dello Stato sabaudo.
Mentre i tribunali militari emanavano condanne a morte, alla prigione o all'esilio i congiurati, egli fu insignito della Gran Croce e del Gran Cordone dell'Ordine dei Santi Maurizio e Lazzaro (13 e 27 settembre 1833).
Nei primi mesi del 1835, in un clima di crescente tensione per il Regno di Sardegna vi fu l'incidente che poi portò alla sua destituzione dall'incarico di ministro degli Interni.
Secondo la versione del re egli comunicò dei sospetti immotivati su alcuni collaboratori ed esponenti della più fidata nobiltà sabauda. Secondo il ministro la congiura sarebbe stata condotta contro di lui attraverso un equivoco personaggio, Tiberio Pacca, già direttore generale della Polizia pontificia e molto ben introdotto negli ambienti diplomatici legati all'Impero d'Austria, che poi ricevette da re Carlo Alberto l'incarico di intendente generale alla segreteria di Stato per gli Interni, che avrebbe agito per screditarlo agli occhi del sovrano e della corte di Torino.
Al di là dell'incidente e delle numerose interpretazioni fornite dagli storici è evidente che come ministro degli Interni, di ideologia fortemente reazionaria, risultava di intralcio nella difficoltosa ricerca di nuovi indirizzi di politica estera e nei delicati equilibri di politica interna nel Regno.
Il 2 aprile 1835 Carlo Alberto lo collocò in onorato riposo con una pensione di lire 10.625 annue. L'avvenuta rimozione dall'incarico gli fu comunicata dal collega e ministro degli Esteri Clemente Solaro della Margarita. Una successiva patente del 20 aprile 1835 lo nominava ministro di Stato.
Ritornato a Nizza si dedicò nuovamente agli studi ed alla cura delle sue proprietà. Dal diario di Carlo Alberto apprendiamo che il 20 aprile 1836 il sovrano ebbe occasione di incontrarlo a Nizza insieme a suo fratello Francesco Gaetano, che fu primo segretario di Guerra e Marina nel 1821. Su questa occasione il sovrano ebbe a dire: de cette façon j'evitai tout discours ennuyeux sur le passé. Per lunghi anni l'ex ministro ospitò nella propria casa propria padre Gregorio Felkierzamb, polacco rettore del collegio dei gesuiti.
Dopo una lunga malattia alla vescica si spense a Grasse, in Provenza il 5 aprile 1856. Fu sepolto il giorno successivo nella cappella del suo castello di Thorens, presso Andon.

### Annotazioni
1. ↑  Era rimasto a lavorare presso il ministero dell'Interno anche durante i Cento giorni.
2. ↑  Dalla fonte dell'Archivio Mauriziano risulta che in seguito egli divenne Cavaliere professo di grazia (31 marzo 1837) e ricevette una commenda dal reddito annuo di lire 2.000 (7 aprile 1837).

### Fonti
1. 1 2 3 4  Ilari, Shamà 2008, p. 495.
2. 1 2   Maria Barbara Bertini, Antonio Maria Francesco di Paola Bartolomeo Tonduti conte de l'Escarène, in Dizionario biografico degli italiani, vol. 43, Roma, Istituto dell'Enciclopedia Italiana, 1993.
3. ↑  Camburzano 1857, p. 6.
4. 1 2  Camburzano 1857, p. 7.
5. ↑  Camburzano 1857, p. 8.
6. 1 2 3 4  Camburzano 1857, p. 9.
7. ↑  Camburzano 1857, p. 11.
8. ↑  Camburzano 1857, pp. 12-13.
9. 1 2  Camburzano 1857, p. 15.
10. 1 2  Camburzano 1857, p. 16.
11. ↑  Camburzano 1857, p. 17.
12. ↑  Camburzano 1857, p. 18.
13. ↑  Camburzano 1857, p. 26.
14. ↑  Camburzano 1857, p. 27.
15. ↑  Camburzano 1857, p. 28.
16. ↑  Camburzano 1857, p. 29.
17. ↑  Nada 1980, pp. 72-87.
18. ↑  Statuti del Real Ordine Civile di Savoia, Roma 1876, p. 101.
19. ↑  Salata 1931, p. 288.
20. ↑  Salata 1931, p. 80.
21. ↑  Adami 1939, p. 6.
22. ↑  Lettera circolare… 15 febbraio 1833, Torino 1833.
23. ↑  Camburzano 1857, p. 36.
24. ↑  Luzio 1920, p. 19.
25. ↑  Camburzano 1857, pp. 37-38.
26. ↑  Camburzano 1857, p. 40.
27. 1 2 3  Rodolico 1931, pp. 499-511.
28. ↑  Camburzano 1857, pp. 41-42.
29. ↑  Salata 1931, p. 440.
30. ↑  Archivio di Stato di Torino, Patenti 1835, c. 182.
31. ↑  Archivio di Stato di Torino, Patenti 1835, c. 184.
32. ↑  Salata 1931, p. 326.
33. ↑  Camburzano 1857, p. 57.
34. ↑  Nizza, Archives des Alpes Maritimes.
35. ↑  Camburzano 1857, p. 65.
36. ↑  Nizza, Archives historiques du. diocèse.